# Acupuntura

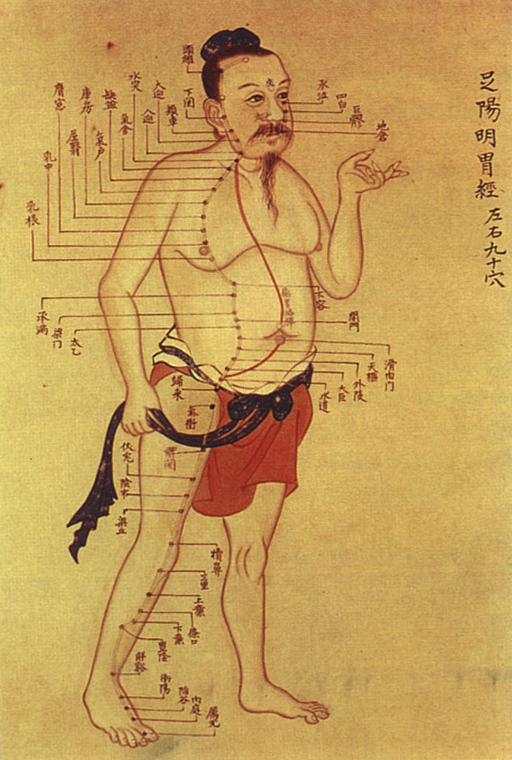
Mapa dels punts i meridians de l'acupuntura

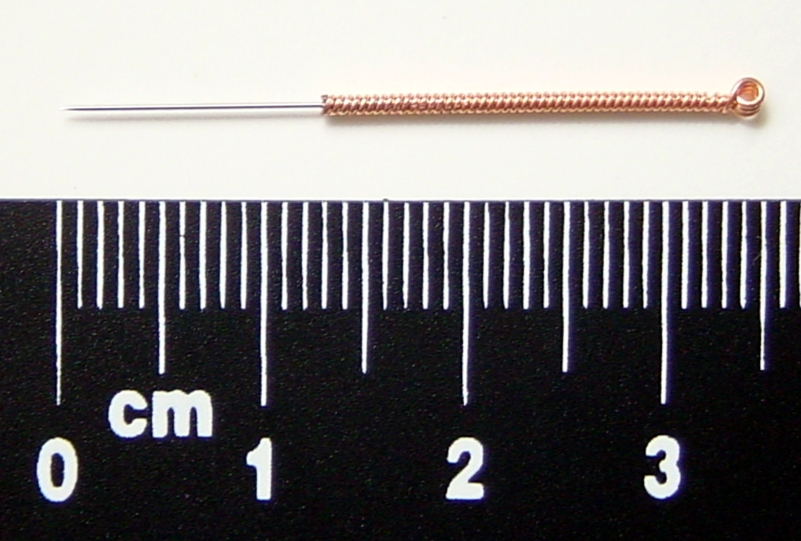
Un tipus d'agulla d'acupuntura

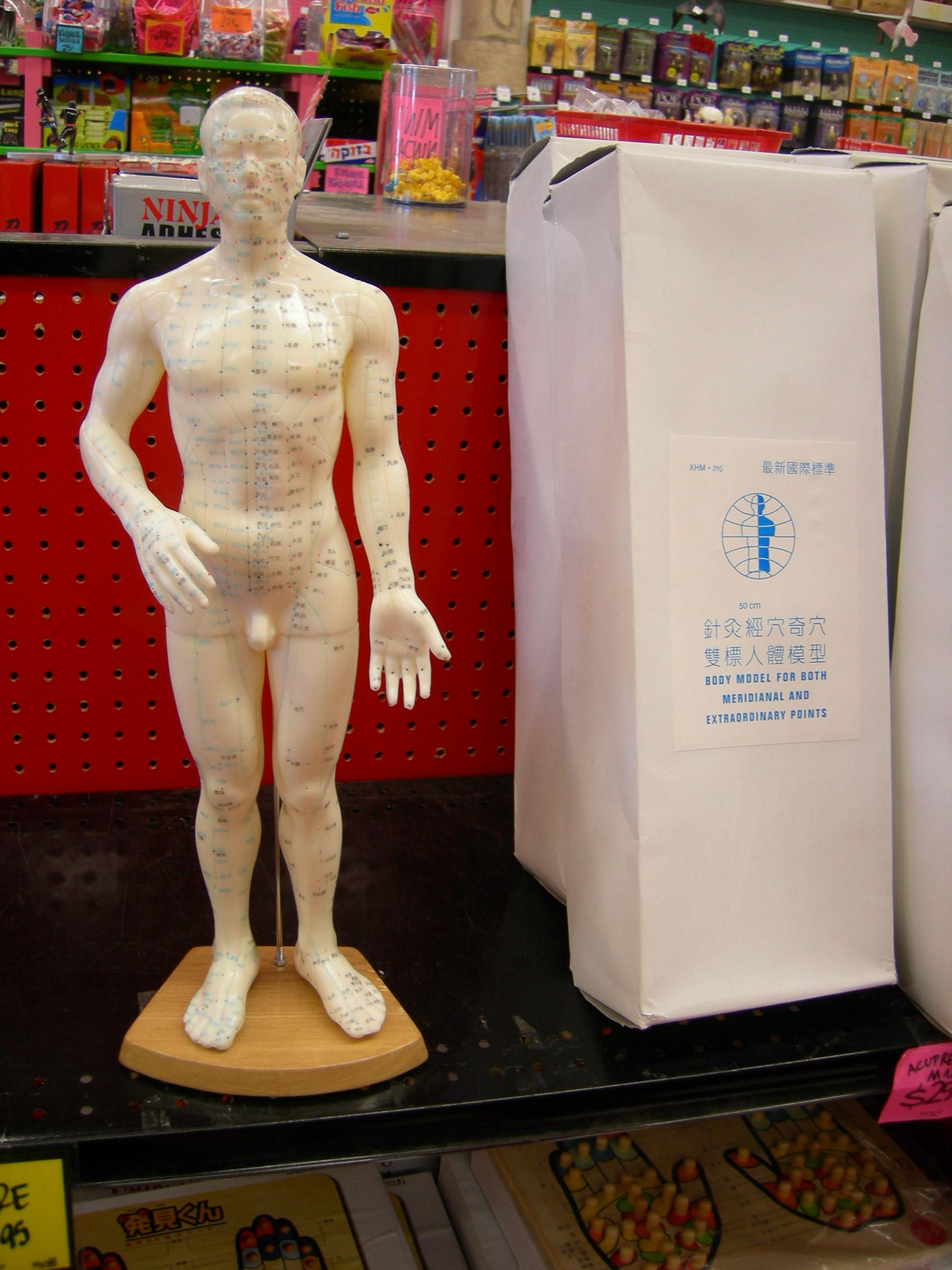
Model d'acupuntura modern

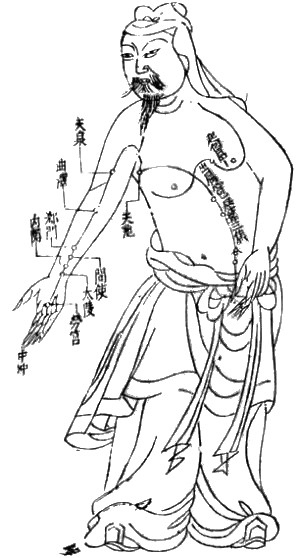
Mapa de punts d'aplicació d'acupuntura. Dinastia Ming

L'acupuntura (del llatí acus, 'agulla', i punctura, 'punció') és un tipus de medicina alternativa basada en l'estimulació de punts acupunturals de la pell del cos amb mètodes diversos, com ara la penetració d'agulles fines o l'aplicació d'escalfor, pressió o llum làser. És un component clau de la medicina tradicional xinesa (MTC). La pràctica i la teoria de la MTC no estan basades en el coneixement científic, i l'acupuntura és considerada una pseudociència pel món científic. Nascuda a la Xina abans de l'aplicació del mètode científic, proclama ser capaç de curar mitjançant l'aplicació d'agulles en punts estratègics del cos pels quals passa suposadament l'energia.

## Història
L'acupuntura es creu que es va originar cap al 100 aC a la Xina, al voltant del temps que es va publicar el Huangdi Neijing (Cànon Interior de Huangdi), tot i que alguns experts suggereixen que es podria haver practicat abans. Amb el pas del temps, van sorgir conflictes per les creences sobre l'efecte dels cicles lunars, celestes i terrenals, les energies del yin i el yang i el "ritme" del cos sobre l'eficàcia del tractament. L'acupuntura va fluctuar en la popularitat a la Xina a causa dels canvis en el lideratge polític del país i l'ús preferent del racionalisme o la medicina occidental. L'acupuntura es va estendre primer a Corea al segle VI dC, després al Japó a través de missioners mèdics, i després a Europa, començant per França. Al segle xx, a mesura que es va estendre als Estats Units i als països occidentals, es van abandonar elements espirituals de l'acupuntura que entraven en conflicte amb les creences occidentals a favor de simplement introduir agulles en punts d'acupuntura.

## Ús
Hi ha diverses teories de l'acupuntura basades en diferents filosofies, i les tècniques varien segons el país. S'utilitza sobretot per a l'alleujament del dolor, encara que també s'usa per a altres afeccions. L'acupuntura generalment s'utilitza només en combinació amb altres formes de tractament. A la República Popular de la Xina s'utilitza principalment per a incapacitar el pacient per a sentir dolor durant les operacions quirúrgiques; durant l'últim terç del segle XX s'hi realitzaren un milió d'operacions utilitzant l'acupuntura exitosament com a substitut de l'anestèsia, amb químics.
Les conclusions de nombrosos assajos i revisions sistemàtiques sobre l'acupuntura són incoherents, cosa que suggereix que no és efectiva. Una visió general de les col·laboracions Cochrane va trobar que l'acupuntura no és eficaç per a un ampli ventall de malalties. Una revisió sistemàtica realitzada per científics mèdics a les universitats d'Exeter i Plymouth va trobar poques proves de l'eficàcia de l'acupuntura en el tractament del dolor. En general, les proves suggereixen que el tractament a curt termini amb l'acupuntura no produeix beneficis a llarg termini. Alguns resultats d'investigació suggereixen que l'acupuntura pot alleujar algunes formes de dolor, tot i que la majoria de les investigacions suggereixen que els efectes aparents de l'acupuntura no són causats pel tractament en si mateix, encaixant amb el patró d'un efecte placebo. Una revisió sistemàtica va concloure que l'efecte analgèsic de l'acupuntura semblava tenir una rellevància clínica i no es podia distingir clarament del biaix.
Com la majoria de pseudomedicines no s'aplica segons la causa del mal sinó segons la simptomatologia i pot ser especialment poderosa perquè les persones que accepten ser punxades amb agulles ja estan mostrant una elevada predisponibilitat a admetre que el remei pugui funcionar.